# Linia kolejowa Zawale – Wyżnica
Linia kolejowa Zawale – Wyżnica – linia kolejowa na Ukrainie łącząca mijankę i przystanek Zawale ze ślepą stacją Wyżnica. Zarządzana jest przez dyrekcję Iwano-Frankiwską Kolei Lwowskiej (oddział ukraińskich kolei państwowych).
Znajduje się w obwodach iwanofrankiwskim i czerniowieckim. Linia na całej długości jest jednotorowa i niezelektryfikowana.

## Historia
Linia Niepołokowce - Wyżnica powstała w czasach austro-węgierskich. W latach 1918–1945 położona była w Rumunii. W 1930 wybudowano odnogę do położonych w Polsce Kut. Początkowo była ona wykorzystywana wyłącznie w przewozach towarowych. Jesienią 1935 rozpoczęto regularny ruch pasażerski z Warszawy do Kut. Pociąg ten pokonywał rumuński odcinek tranzytem, bez przeprowadzania kontroli paszportowej podróżnych. Połączenie istniało do 1939.
Po II wojnie światowej linia znalazła się w Związku Sowieckim (1945 - 1991). Postanowiono wówczas nie odbudowywać zniszczonego podczas wojny drogowo-kolejowego mostu do Kut. W czasach sowieckich przebudowano początkowy odcinek linii. Zlikwidowano most na Prucie, budując w zamian most przez Czeremoszu. Tym samym początkiem linii przestały być Niepołokowce i zostało Zawale. Od 1991 linia leży na Ukrainie.